# Jacques Delors
Jacques Delors   (14è districte de París, 20 de juliol de 1925 - 5è districte de París, 27 de desembre de 2023) fou un polític europeu de nacionalitat francesa, president de la Comissió Europea entre 1985 i 1995.

## Orígens
Va néixer el 20 de juliol de 1925 a la ciutat de París en una família d'origen humil, de pensament demòcrata-cristià i sindicalista originària d'Olonsac (Llemosí). Després d'estudiar economia a la Universitat de la Sorbona aconseguí d'entrar a treballar al Banc de França el 1945.

## Vida política
El 1969, el primer ministre de França Jacques Chaban-Delmas va aconseguir incloure Delors en el seu gabinet, sense cap cartera. Ocupà el càrrec fins al 1972. Al deixar el govern Delors fou nomenat professor associat a la Universitat París-Dauphine, desenvolupant-lo fins al 1979. El 1974 s'afilià al Partit Socialista Francès, aconseguint un escó al Parlament Europeu en les primeres eleccions per sufragi universal d'aquesta institució europea.
El 1981 va deixar la política europea cridat pel president de França, François Mitterrand, el qual el nomenà ministre d'Economia i Finances entre 1981 i 1984 en els tres governs de Pierre Mauroy.
El 1985, gràcies al suport del mateix Mitterrand i de Helmut Kohl, Jacques Delors fou nomenat president de la Comissió Europea, de manera que va ser el vuitè president de la institució. En aquest càrrec instigà la creació del Llibre blanc de la Comissió Europea, i la institució de l'Acta Única Europea l'any 1986, mitjançant la qual es reformaven els Tractats de París i Roma. Per la seva gran tasca desenvolupada en la Comissió el 1990 li fou conferit un segon mandat, sent l'únic president en repetir mandat a la Comissió.
El 1993, com a president de la Comissió Europea, firmà el Tractat de la Unió Europea o Tractat de Maastricht per la qual s'establia la cració de la Unió Europea.
En finalitzar el seu segon mandat el 1995, renuncià a presentar-se a les eleccions presidencials franceses, per no interferir en la carrera política de la seva filla, Martine Aubry.

## Guardons
El 1989 fou guardonat amb el Premi Príncep d'Astúries de Cooperació Internacional, juntament amb Mikhaïl Gorbatxov, pels seus esforços, al llarg dels últims anys, per afavorir la cooperació internacional i eliminar les barreres que dificulten l'entesa entre les nacions.
El 1992 fou guardonat amb el Premi Internacional Carlemany, i el 1998 fou guardonat amb el Premi Internacional Catalunya concedit per la Generalitat de Catalunya.
Va rebre el Premi Erasmus per la seva contribució a la construcció d'Europa.